# Hünefeld (Adelsgeschlecht)

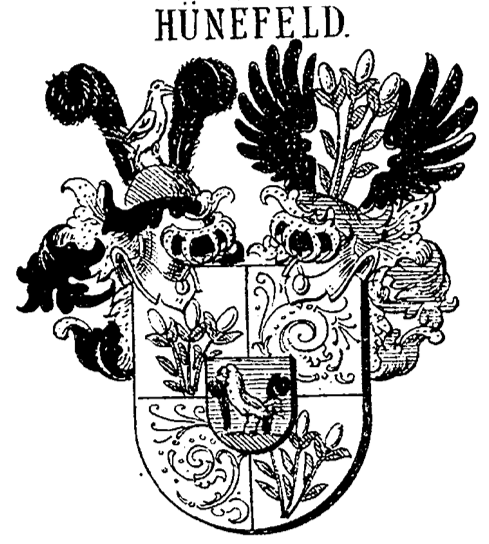
Wappen derer von Hünefeld in Siebmachers Wappenbuch

Hünefeld ist der Name eines thüringisch-sächsischen Briefadelsgeschlechts, von denen eine Linie den Freiherrenstand erlangte.

## Geschichte
Kaiser Leopold I. erhob den aus Arnstadt stammenden Nicolaus Christoph Hünefeld am 28. Mai 1663 in Wien in den Reichsadelstand.

## Persönlichkeiten
- Ehrenfried Günther Freiherr von Hünefeld (1892–1929), deutscher Flugpionier

## Wappen
Blasonierung: Geviert mit blauem Herzschild, worin auf grünem Hügel zwischen zwei schwarzen Straußenfedern ein Vogel (nach dem Adelsdiplom ein Feldhuhn) sitzt. Felder 1 und 4 in Silber je ein grüner Zweig mit drei Oliven, Felder 2 und 3 damasziert. Zwei Helme: I. mit schwarz-goldenen Helmdecken die Figur des Herzschildes, II. mit blau-goldenen Decken der Olivenzweig inmitten eines offenen schwarzen Flugs.